# Natali törpejégmadár
A natali törpejégmadár (Ispidina picta)  a madarak osztályának szalakótaalakúak (Coraciiformes)  rendjébe és a jégmadárfélék (Alcedinidae) családjába tartozó faj.

## Rendszerezése
A fajt Pieter Boddaert holland ornitológus írta le 1783-ban, a Todus nembe Todus pictus néven. Jelenlegi besorolása vitatott, egyes szervezetek a Ceyx nembe helyezik Ceyx pictus néven.

## Alfajai
- Ispidina picta ferrugina Clancey, 1984
- Ispidina picta natalensis (A. Smith, 1832)
- Ispidina picta picta (Boddaert, 1783)[2]

## Előfordulása
Afrikában széles körben elterjedt faj, a Szaharától délre egészen a Dél-afrikai Köztársaság déli részéig sokfelé elterjedt a kontinensen. Természetes élőhelyei a szubtrópusi és trópusi síkvidéki esőerdők, mocsári erdők, valamint bokrosok, szavannák és füves puszták.

## Megjelenése
Testhossza 12 centiméter, testtömege 9–16 gramm.

## Életmódja
Rovarokkal, köztük szöcskékkel, lepkékkel, hernyókkal, legyekkel, bogarakkal, pókokkal és százlábúakkal táplálkozik.

## Szaporodása
Fészekalja 2-6 tojásból áll.

## Természetvédelmi helyzete
Az elterjedési területe rendkívül nagy, egyedszáma pedig stabil. A Természetvédelmi Világszövetség Vörös listáján nem fenyegetett fajként szerepel.